# Борель, Эмиль
Фели́кс Эдуа́р Жюсте́н Эми́ль Боре́ль (фр. Félix Edouard Justin Émile Borel; 7 января 1871, Сент-Африк — 3 февраля 1956, Париж) — французский математик и политический деятель. Президент Французской академии наук (1934).

## Биография
Эмиль Борель родился на юге Франции, близ Авиньона. Его отец, Оноре Борель, был пастором протестантской церкви, мать, Эмилия Тейсье Солье — дочерью фабриканта. В семье было трое детей. Эмиль — младший. Первые знания получил от отца, который руководил протестантской школой. «Удивительный ребёнок у нашего пастора — говорили местные жители, — выучил начала геометрии, а ему всего три года». В 11-летнем возрасте поступает в Монтабанский лицей, в 17 лет — в Парижский коллеж святой Варвары, в лицее Людовика Великого изучает механику и геометрию. Получив две премии на конкурсах, он получает право учёбы либо в Нормальной школе, оплоте науки, либо в Политехнической школе, заведении, открывающем блестящее будущее в карьере промышленника. Эмиль выбирает науку и поступает в Нормальную школу. Первые его работы посвящены геометрии под влиянием Гастона Дарбу. В 1893 году он появляется в Лионском университете в качестве преподавателя. Он много работает, за 3 года он пишет 22 работы и диссертацию. С 1897 года он профессор Нормальной школы.
В 1901 году он женится на дочери его коллеги математика Поля Аппеля, Маргарите, будущей писательнице, более известной под псевдонимом Камилла Марбо.
В 1924—1936 годах — депутат парламента. В апреле—ноябре 1925 года морской министр Франции в правительстве математика Поля Пенлеве, в соавторстве с которым в 1911 году опубликовал научно-популярную работу «Авиация».
Во время Второй мировой войны участвовал во Французском Сопротивлении. Учёный был арестован немцами и брошен в тюрьму Френ. После месяца пребывания в холодной и сырой камере, он был освобождён. Умер в возрасте 85 лет в результате травмы, которую он получил в поездке в Бразилию.
Его племянник Арман Борель также был известным математиком.
В честь Бореля назван кратер на Луне.

## Достижения
Вместе с Рене Бэром и Анри Лебегом был одним из основоположников теории меры и её приложений в теории вероятностей.
Основные результаты, носящие имя Бореля:
- Принцип Бореля — Лебега
- Лемма Бореля — Кантелли
- Лемма Бореля
- Парадокс Бореля — Колмогорова
- Мера Бореля
- Алгебра Бореля
- Теорема Бореля — Каратеодори
- Теорема Гейне — Бореля
- Свойство Гейне — Бореля
- Сумма Бореля
- Преобразование Бореля

## Публикации, переведённые на русский язык
- Борель. Тригонометрия. 1909
- Борель. Арифметика — первый цикл. 1923
- Борель Э., Пространство и время, пер. с фр. М. и А. Лопшиц; под ред. [и с предисл.] Н. Н. Андреева. — Москва, Гос. изд-во, [1924]. — XIII, [3], 177 с. : черт.; 23 см. — в изд.: «Современные проблемы естествознания» под общ. ред. А. Д. Архангельского [и др.]. Москва; Петроград : Гос. изд-во, 1922. Кн. 21
- Борель. Вероятность и достоверность. [1956]1964
- Борель, Дельтейль [Deltheil R.], Юрон [Huron R.] Вероятности, ошибки. 1972